# Hieronim Ryba
Hieronim Ryba, właściwie Antoni Ryba, OFMCap (ur. 12 maja 1850 w Rzepienniku Suchym, zm. 18 grudnia 1927 w Rozwadowie) – kapucyn, budowniczy kościołów, kapłan i spowiednik. Zmarł w opinii świętości, a kult jego osoby jest żywy wśród lokalnej ludności, która uważa go za niepisanego opiekuna egzaminowanych.

## Życiorys
Syn rolników z Rzepiennika Suchego, pierwsze nauki pobierał w wiejskiej szkole Jana Trębeckiego i szkole parafialnej w Rzepienniku Biskupim. Nauki gimnazjalne pobierał w Tarnowie a następnie w Rzeszowie. Do kapucynów prowincji galicyjskiej wstąpił 3 października 1871 roku w Sędziszowie Małopolskim. Śluby proste złożył 1875 we Lwowie. Studia filozofii i teologii rozpoczął w Krakowie, gdzie m.in. w latach 1873-1876 studiował na Wydziale Teologicznym Uniwersytetu Jagiellońskiego. Studia ukończył w 1875 i w tym też roku otrzymał święcenia kapłańskie we Lwowie. Śluby zakonne złożył 29 listopada 1875 we Lwowie.
Pracował w klasztorach w Krakowie, Sędziszowie Małopolskim, Krośnie, Olesku i Rozwadowie. Od początku swojej posługi dał się poznać jako gorliwy duszpasterz i spowiednik oraz miłośnik pieszych wędrówek. Ojciec Hieronim został kolejno: mistrzem nowicjatu, gwardianem w Krośnie, skąd został przeniesiony do konwentu rozwadowskiego, gdzie dwukrotnie piastował godność gwardiana. W 1894 roku wraz z proboszczem rozwadowskim przystąpił do prac przygotowawczych w związku z budową kościoła parafialnego pw. Matki Bożej Szkaplerznej. 16 lipca 1907 o. Hieronim poświęcił kościół i odprawił w nim pierwszą mszę św. Drugi kościół pw. Nawiedzenia NMP wzniósł w Woli Rzeczyckiej w latach 1911-1914. W czasie I wojny światowej kościół ten uległ zniszczeniu, po wojnie pod pieczą o. Hieronima został wyremontowany pomiędzy 1918 a 1921. W 1923 roku wraz z Ignacym Chyłą zbudował Kaplicę Matki Bożej Różańcowej w Chyłach – obecnie osiedle Stalowej Woli.
Będąc u kresu życia o. Hieronim Ryba poświęcał czas modlitwie i pracy w konfesjonale, był ulubionym spowiednikiem prostego ludu i młodzieży, dzięki swojej życzliwości, dobroci i łagodności. Ojciec Hieronim zmarł 18 grudnia 1927 w Rozwadowie i został pochowany na tamtejszym cmentarzu (lokalizacja grobu: F/J/4). O ojcu szczególnie pamięta młodzież, która przy jego grobie chętnie wyprasza o łaski dla siebie w powodzenia na maturze i innych ważnych egzaminach życiowych.